# Новый Траффорд
«Новый Траффорд» (англ. New Trafford) — неофициальное название проектируемого футбольного стадиона в Траффорде (Большой Манчестер, Англия), который должен стать новым домашним стадионом клуба «Манчестер Юнайтед». Его вместимость составит 100 тысяч зрителей, он должен стать крупнейшим футбольным стадионом Великобритании.

## Предыстория
С 1910 года домашним стадионом футбольного клуба «Манчестер Юнайтед» является «Олд Траффорд». Он претерпел несколько реконструкций. В XXI веке неоднократно рассматривались варианты его модернизации и увеличения вместимости, однако расширение трибуны имени сэра Бобби Чарльтона (южной трибуны), состоящей лишь из одного яруса, связано с необходимостью выкупа до 50 домов, расположенных рядом со стадионом, и сложными инженерными и строительными работами в ограниченном пространстве над примыкающими железнодорожными путями. В 2021 году сопредседатель «Манчестер Юнайтед» Джоэл Глейзер заявил, что клуб начал предварительную проработку реконструкции «Олд Траффорд». Это вызвало волну критики по поводу отсутствия инвестиций в модернизацию стадиона с 2006 года. После приобретения части акций клуба сэром Джимом Рэтклиффом в 2024 году стало известно, что клуб рассматривает вариант строительства нового стадиона вблизи старого с сохранением «Олд Траффорд» с уменьшенной вместимостью как домашней арены для женских и юношеских команд клуба. В ноябре 2024 года были обнародованы результаты опроса, согласно которым большинство болельщиков выступило за строительство нового стадиона, а не за реконструкцию «Олд Траффорд».

## Проект стадиона
11 марта 2025 года клуб объявил о соглашении с архитектурным бюро Foster and Partners по поводу строительства нового стадиона вместимостью 100 тысяч зрителей. Стоимость его строительства составит около 2 млрд фунтов. Во время строительства, которое займёт около пяти лет, «Манчестер Юнайтед» будет продолжать играть на «Олд Траффорд». По словам архитектора Нормана Фостера, новый стадион будет покрыт «огромным зонтом, накапливающим энергию и собирающим дождевую воду». Под «зонтом» будет располагаться сквер размером, вдвое превывающим Трафальгарскую площадь. Фостер назвал новые проект «миниатюрным городом будущего».